# Albert Vanden Berghe
Albert Jozef Vanden Berghe (Smeerebbe-Vloerzegem, 17 februari 1902 - Erpe-Mere, 22 december 1982) was een Belgisch volksvertegenwoordiger.

## Levensloop
Hij was een zoon van de landbouwers Victor Vanden Berghe en Leonarda Daems. Hij trouwde in 1927 en het paar kreeg vier kinderen.
Hij haalde zijn diploma van onderwijzer aan de normaalschool in Sint-Niklaas en werd onderwijzer (1921) en directeur (1928) van het Sint-Catharinacollege in Geraardsbergen.
In 1931 promoveerde hij tot licentiaat pedagogische wetenschappen aan het Hoger Instituut in Gent. Hij werd leraar aan de middelbare vakschool Sint-Jozef in Geraardsbergen en aan de Mijnschool in Nederbrakel.
Hij werd actief in de Christelijke Onderwijzersvakbond en werd er voorzitter van in Geraardsbergen (1927), gouwvoorzitter voor Oost-Vlaanderen (1934) en nationaal voorzitter (1945-1963). Hij werd ook ondervoorzitter van de Wereldunie van katholieke Leerkrachten.
Hij werd ook politiek actief. In 1945 werd hij voorzitter van de CVP Nederboelaere en bestuurslid van het arrondissementeel CVP-bestuur in Aalst. Van 1947 tot 1965 was hij burgemeester van Nederboelare en was er nadien nog schepen.
In 1946 werd hij volksvertegenwoordiger voor het arrondissement Aalst en vervulde dit mandaat tot in 1961.